# 福生院

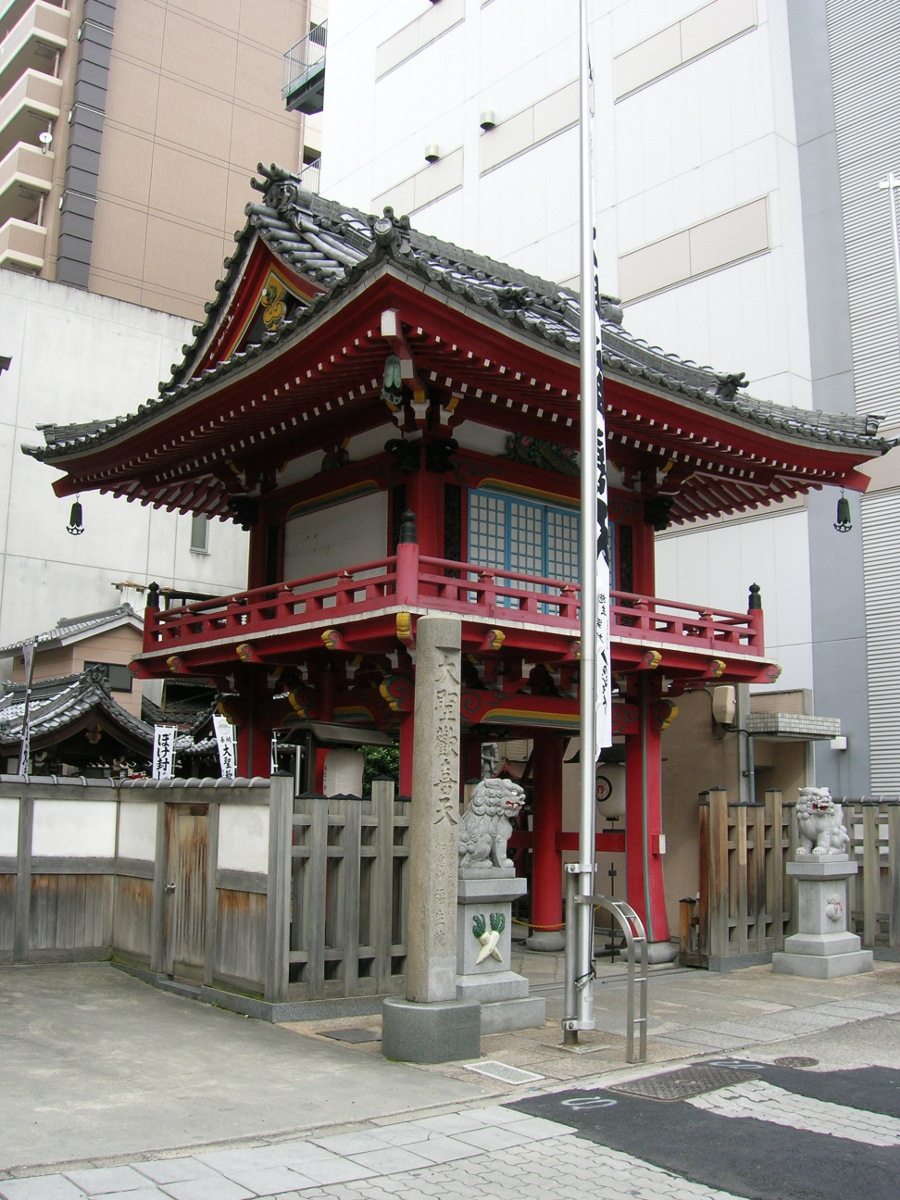
山門

福生院（ふくしょういん）は愛知県名古屋市中区錦二丁目にある真言宗智山派の寺院。

## 由緒
寺伝によれば至徳3年（1386年）、開山順誉上人が大聖歓喜天を奉るための堂宇を愛知郡中村の里に建立したのが始まりとされる。後に清洲越しに伴い元和3年（1617年）に現在地に移転。袋町筋（現在の袋町通）にあることから袋町お聖天と呼ばれた。

## 境内
- 本堂
- 毘沙門天
- 十二支守り本尊
- 不動堂
- 七福神
- 山門
- 稲荷社
- 観音石像

## 交通アクセス
- 名鉄瀬戸線 栄町駅から徒歩で約5分。
- 名古屋市営地下鉄鶴舞線・桜通線 丸の内駅から徒歩で約10分。
- 名古屋市営バス「袋町通本町」停留所から徒歩で約1分。